# Laura Teani
Laura Teani (* 13. März 1991 in Bergamo) ist eine italienische Wasserballspielerin. Sie war Olympiazweite 2016, Weltmeisterschaftsdritte 2015 sowie Europameisterschaftsdritte 2016.

## Karriere
Die 1,75 m große Laura Teani gewann 2013 die Bronzemedaille bei der Universiade in Kasan.
Ab 2014 gehörte sie zur italienischen Nationalmannschaft. Bei der Europameisterschaft 2014 in Budapest belegten die Italienerinnen den vierten Platz, wobei Teani Ersatztorhüterin hinter Giulia Gorlero war. Bei der Weltmeisterschaft 2015 in Kasan gewannen die Italienerinnen im Viertelfinale mit 9:6 gegen die Griechinnen. Nach einer Halbfinalniederlage gegen die Niederländerinnen im Penaltyschießen trafen die Italienerinnen im Spiel um den dritten Platz auf die Australierinnen und siegten nach Penaltyschießen. Teani hielt im Spiel um den dritten Platz den entscheidenden Penalty der Australierin Hannah Buckling.
Anfang 2016 fand in Belgrad die Europameisterschaft statt. Die Italienerinnen unterlagen im Halbfinale den Ungarinnen, gewannen aber das Spiel um den dritten Platz mit 10:9 gegen die Spanierinnen. Bei den Olympischen Spielen 2016 in Rio de Janeiro gewannen die Italienerinnen ihre Vorrundengruppe, wobei Gorlero in allen drei Spielen im Tor stand und Teani nur im dritten Spiel eingewechselt wurde. Beim Viertelfinalsieg gegen die Chinesinnen war Teani nicht dabei, im Halbfinale beim 12:9 gegen die Russinnen wurde sie eingewechselt. Im Finale siegte das Team aus den Vereinigten Staaten mit 12:5, Teani kam nicht zum Einsatz. Danach blieb Gorlero Stammtorhüterin der Nationalmannschaft. Teani spielte erst 2022 wieder bei einem wichtigen internationalen Turnier im italienischen Tor.
Im Verein gewann Laura Teani mit Centro Sportivo del Plebiscito Padova von 2015 bis 2018 vier italienische Meistertitel.